# لوئیس گاس
لوئیس گاس (انگلیسی: Louis Guss؛ ۴ ژانویهٔ ۱۹۱۸ – ۲۹ سپتامبر ۲۰۰۸) یک هنرپیشه اهل ایالات متحده آمریکا بود.
وی بازیگر فیلم‌هایی همچون پدرخوانده بوده است.